# Phaethornis philippii
Phaethornis philippii là một loài chim trong họ Trochilidae.